# Славное (Брестская область)
Сла́вное (бел. Слаўнае) — деревня в Кобринском районе Брестской области Белоруссии. Входит в состав Тевельского сельсовета.
По данным на 1 января 2016 года население составило 9 человек в 9 домохозяйствах.

## География
Деревня расположена в 17 км к северо-западу от города Кобрин, 5 км к востоку от станции Тевли и в 68 км к востоку от Бреста.
На 2012 год площадь населённого пункта составила 0,51 км² (51 га).

## История
Населённый пункт известен с 1563 года как урочище на границе села Берёзы. В разное время население составляло:
- 1999 год: 16 хозяйств, 23 человека;
- 2009 год: 11 человек;
- 2016 год[2]: 9 хозяйств, 9 человек;
- 2019 год[1]: 4 человека.